# Mohamed Juldeh Jalloh
Mohamed Juldeh Jalloh es un político de Sierra Leona y el actual Vicepresidente de Sierra Leona desde el 4 de abril de 2018. Jalloh es un científico político, empresario y exfuncionario de las Naciones Unidas. Jalloh es un miembro de alto rango del Partido Popular de Sierra Leona.
El Dr. Juldeh Jalloh obtuvo una licenciatura en ciencias políticas de Fourah Bay College, una maestría en ciencias políticas de la Universidad de Ibadán en Ibadán, Nigeria; y doctorado de la Universidad de Burdeos en Burdeos, Francia. Jalloh habla con fluidez varios idiomas, incluidos inglés y francés.
Científico político de profesión, Jalloh comenzó a trabajar para las Naciones Unidas en 2000, cuando era oficial de programas en la misión de las Naciones Unidas en Kosovo. También se ha desempeñado como miembro de la junta de asesores superiores de la misión de estabilización de las Naciones Unidas en Malí y la región del Sahel.
Fue nombrado compañero de fórmula presidencial de Julius Maada Bio en las elecciones generales de Sierra Leona de 2018, que ganaron en una segunda vuelta. 
Juldeh Jalloh es un devoto musulmán y nació y se crio en Koidu, distrito de Kono en el este de Sierra Leona. Es miembro de la etnia Fula..